# Xe đạp tại Thế vận hội Mùa hè 2016
Môn xe đạp tại Thế vận hội Mùa hè 2016 ở Rio de Janeiro diễn ra tại bốn địa điểm với 18 nội dung thi đấu từ ngày 6 tới 21 tháng 8.
Các địa điểm thi đấu bao gồm Pháo đài Copacabana nằm trong tổ hợp Copacabana sẽ là điểm xuất phát và vạch đích của nội dung xe đạp đường trường, Pontal ở tổ hợp Barra là nơi diễn ra nội dung đường trường tính giờ cá nhân, Rio Olympic Velodrome, cũng nằm trong tổ hợp Barra tổ chức xe đạp lòng chảo, Trung tâm BMX Olympic cho nội dung BMX và Trung tâm xe đạp leo núi cho xe đạp leo núi, cả hai nằm trong tổ hợp Deodoro.
Môn xe đạp được diễn ra ở tất cả chương trình thi đấu Thế vận hội Mùa hè kể từ Thế vận hội hiện đại đầu tiên năm 1896 cùng với điền kinh, thể dục nghệ thuật, đấu kiếm và bơi.
Kể từ năm 1896 có năm nội dung lòng chảo và đường trường 87 km từ Athens tới Marathon và ngược lại, xe đạp Olympic dần dần bổ sung thêm nội dung nữ, xe đạp leo núi và BMX nâng tổng số nội dung lên 18 như hiện nay.
Tháng 2 năm 2013, Liên đoàn xe đạp quốc tế (UCI) thông báo đưa ra kiến nghị với IOC về việc mở rộng nội dung môn xe đạp thêm ba nội dung cho cả nam và nữ: sự trở lại của đua tính điểm (lòng chảo), nội dung BMX tự do và xe đạp leo núi loại dần nhưng tháng 8 năm 2013 IOC tuyên bố chương trình thi đấu môn xe đạp được giữ nguyên như năm 2012.

## Địa điểm thu đấu
| Địa điểm                 | Tổ hợp                    | Phân môn                               | Ngày          | Nội dung | Sức chứa                          |
| ------------------------ | ------------------------- | -------------------------------------- | ------------- | -------- | --------------------------------- |
| Pháo đài Copacabana      | Tổ hợp Copacabana Cluster | Xe đạp đường trường (đua đường trường) | 6–7 tháng 8   | 2        | 5000 (ngồi) Không giới hạn (đứng) |
| Trung tâm xe đạp leo núi | Tổ hợp Deodoro            | Xe đạp leo núi                         | 20–21 tháng 8 | 2        | 5000 (ngồi) 20000 (đứng)          |
| Trung tâm BMX Olympic    | Tổ hợp Deodoro            | BMX                                    | 17–19 tháng 8 | 2        | 5000                              |
| Pontal                   | Tổ hợp Barra              | Xe đạp đường trường (tính giờ cá nhân) | 10 tháng 8    | 2        | 5000 (ngồi) Không giới hạn (đứng) |
| Rio Olympic Velodrome    | Tổ hợp Barra              | Xe đạp lòng chảo                       | 11–16 tháng 8 | 10       | 7500                              |

1. ↑  Có khu vực xem miễn phí ở các tuyến đường.
2. ↑  Có khu vực xem miễn phí ở các tuyến đường.

## Tham gia

### Các quốc gia tham dự
Brasil là nước chủ nhà, nhận được đảm bảo suất tham dự trong trường hợp không lọt qua vòng loại.
- Algérie (2)
- Argentina (6)
- Úc (31)
- Áo (4)
- Azerbaijan (3)
- Belarus (4)
- Bỉ (14)
- Bolivia (1)
- Brasil (10)
- Bulgaria (1)
- Canada (19)
- Chile (2)
- Trung Quốc (14)
- Colombia (15)
- Costa Rica (2)
- Croatia (2)
- Cuba (3)
- Síp (1)
- Cộng hòa Séc (12)
- Đan Mạch (13)
- Cộng hòa Dominica (1)
- Ecuador (2)
- Ai Cập (1)
- Eritrea (1)
- Estonia (2)
- Ethiopia (1)
- Phần Lan (1)
- Pháp (22)
- Đức (29)
- Anh Quốc (26)
- Hy Lạp (3)
- Guam (1)
- Guatemala (1)
- Hồng Kông (5)
- Hungary (1)
- Indonesia (1)
- Iran (3)
- Ireland (3)
- Israel (2)
- Ý (19)
- Nhật Bản (9)
- Kazakhstan (3)
- Kosovo (1)
- Lào (1)
- Latvia (4)
- Lesotho (1)
- Litva (4)
- Luxembourg (3)
- Malaysia (2)
- Mauritius (1)
- México (4)
- Maroc (4)
- Namibia (3)
- Hà Lan (26)
- New Zealand (19)
- Na Uy (7)
- Ba Lan (17)
- Bồ Đào Nha (6)
- Puerto Rico (1)
- România (1)
- Nga (16)
- Rwanda (2)
- Serbia (2)
- Slovakia (2)
- Slovenia (7)
- Nam Phi (7)
- Hàn Quốc (8)
- Tây Ban Nha (12)
- Thụy Điển (4)
- Thụy Sĩ (15)
- Đài Bắc Trung Hoa (2)
- Thái Lan (2)
- Đông Timor (1)
- Trinidad và Tobago (1)
- Tunisia (1)
- Thổ Nhĩ Kỳ (2)
- Ukraina (7)
- UAE (1)
- Hoa Kỳ (21)
- Venezuela (9)

## Lịch thi đấu
| VL | Lượt đấu/Vòng loại | ¼ | Tứ kết | ½ | Bán kết | CK | Chung kết |

| Nội dung↓/Ngày →     | Bảy 6 | CN 7 | Tư 10 | ... | Tư 17 | Năm 18 | Sáu 19 | Sáu 19 | Bảy 20 | CN 21 |
| -------------------- | ----- | ---- | ----- | --- | ----- | ------ | ------ | ------ | ------ | ----- |
| Nam BMX              |       |      |       | ... | VL    | ¼      | ½      | CK     |        |       |
| Nữ BMX               |       |      |       | ... |       | VL     | ½      | CK     |        |       |
| Xe đạp leo núi       |       |      |       | ... |       |        |        |        |        |       |
| Nam băng đồng        |       |      |       | ... |       |        |        |        |        | CK    |
| Nữ băng đồng         |       |      |       | ... |       |        |        |        | CK     |       |
| Xe đạp đường trường  |       |      |       | ... |       |        |        |        |        |       |
| Nam đường trường     | CK    |      |       | ... |       |        |        |        |        |       |
| Nam tính giờ cá nhân |       |      | CK    | ... |       |        |        |        |        |       |
| Nữ đường trường      |       | CK   |       | ... |       |        |        |        |        |       |
| Nữ tính giờ cá nhân  |       |      | CK    | ... |       |        |        |        |        |       |

| Nam Keirin            |    |    |    |    |    |    |    |    |    |    |    |    |    |     |    | VL | ½   | CK |    |    |
| Nam Omnium            |    |    |    |    |    |    |    |    |    | SR | IP | ER | TT | CKL | PR |    |     |    |    |    |
| Nam nước rút          |    |    |    | VL | VL | VL | ¼  | ½  | ½  | CK | CK | CK |    |     |    |    |     |    |    |    |
| Nam đuổi bắt đồng đội | VL | VL | VL | ½  | ½  | CK |    |    |    |    |    |    |    |     |    |    |     |    |    |    |
| Nam nước rút đồng đội | VL | ½  | CK |    |    |    |    |    |    |    |    |    |    |     |    |    |     |    |    |    |
| Nữ Keirin             |    |    |    |    |    |    | VL | ½  | CK |    |    |    |    |     |    |    |     |    |    |    |
| Nữ Omnium             |    |    |    |    |    |    |    |    |    |    |    |    | SR | IP  | ER | TT | CKL | PR |    |    |
| Nữ nước rút           |    |    |    |    |    |    |    |    |    | VL | VL | VL | VL | VL  | VL | ¼  | ½   | CK | CK | CK |
| Nữ đuổi bắt đồng đội  | VL | VL | VL |    |    |    | ½  | CK | CK |    |    |    |    |     |    |    |     |    |    |    |
| Nữ nước rút đồng đội  |    |    |    | VL | ½  | CK |    |    |    |    |    |    |    |     |    |    |     |    |    |    |

## Huy chương

### Bảng xếp hạng huy chương
| 1    | Anh Quốc     | 6  | 4  | 2  | 12 |
| 2    | Hoa Kỳ       | 2  | 3  | 0  | 5  |
| 3    | Hà Lan       | 2  | 2  | 1  | 5  |
| 4    | Thụy Sĩ      | 2  | 0  | 0  | 2  |
| 5    | Thụy Điển    | 1  | 1  | 0  | 2  |
| 6    | Bỉ           | 1  | 0  | 1  | 2  |
| 6    | Colombia     | 1  | 0  | 1  | 2  |
| 6    | Đức          | 1  | 0  | 1  | 2  |
| 6    | Ý            | 1  | 0  | 1  | 2  |
| 10   | Trung Quốc   | 1  | 0  | 0  | 1  |
| 11   | Nga          | 0  | 2  | 1  | 3  |
| 12   | Đan Mạch     | 0  | 1  | 2  | 3  |
| 13   | Úc           | 0  | 1  | 1  | 2  |
| 13   | Ba Lan       | 0  | 1  | 1  | 2  |
| 15   | Cộng hòa Séc | 0  | 1  | 0  | 1  |
| 15   | Hà Lan       | 0  | 1  | 0  | 1  |
| 15   | New Zealand  | 0  | 1  | 0  | 1  |
| 18   | Canada       | 0  | 0  | 2  | 2  |
| 19   | Pháp         | 0  | 0  | 1  | 1  |
| 19   | Malaysia     | 0  | 0  | 1  | 1  |
| 19   | Tây Ban Nha  | 0  | 0  | 1  | 1  |
| 19   | Venezuela    | 0  | 0  | 1  | 1  |
| Tổng | Tổng         | 18 | 18 | 18 | 54 |

### Xe đạp đường trường
| Nội dung             | Vàng                          | Bạc                        | Đồng                          |
| -------------------- | ----------------------------- | -------------------------- | ----------------------------- |
| Đường trường nam     | Greg Van Avermaet · Bỉ        | Jakob Fuglsang · Đan Mạch  | Rafał Majka · Ba Lan          |
| Đường trường nữ      | Anna van der Breggen · Hà Lan | Emma Johansson · Thụy Điển | Elisa Longo Borghini · Ý      |
| Tính giờ cá nhân nam | Fabian Cancellara · Thụy Sĩ   | Tom Dumoulin · Hà Lan      | Chris Froome · Anh Quốc       |
| Tính giờ cá nhân nữ  | Kristin Armstrong · Hoa Kỳ    | Olga Zabelinskaya · Nga    | Anna van der Breggen · Hà Lan |

### Xe đạp lòng chảo
| Nội dung               | Vàng                                                                               | Bạc                                                                                              | Đồng |
| ---------------------- | ---------------------------------------------------------------------------------- | ------------------------------------------------------------------------------------------------ | --- |
| Keirin nam             | Jason Kenny · Anh Quốc                                                             | Matthijs Buchli · Hà Lan                                                                         | Azizulhasni Awang · Malaysia                                                                                |
| Keirin nữ              | Elis Ligtlee · Hà Lan                                                              | Becky James · Anh Quốc                                                                           | Anna Meares · Úc                                                                                            |
| Omnium nam             | Elia Viviani · Ý                                                                   | Mark Cavendish · Anh Quốc                                                                        | Lasse Norman Hansen · Đan Mạch                                                                              |
| Omnium nữ              | Laura Trott · Anh Quốc                                                             | Sarah Hammer · Hoa Kỳ                                                                            | Jolien D'Hoore · Bỉ                                                                                         |
| Rượt đuổi đồng đội nam | Anh Quốc (GBR) WR · Ed Clancy · Steven Burke · Owain Doull · Bradley Wiggins ·     | Úc (AUS) · Alexander Edmondson · Jack Bobridge · Michael Hepburn · Sam Welsford · Callum Scotson | Đan Mạch (DEN) · Lasse Norman Hansen · Niklas Larsen · Frederik Madsen · Casper von Folsach · Rasmus Quaade |
| Rượt đuổi đồng đội nữ  | Anh Quốc (GBR) WR · Katie Archibald · Laura Trott · Elinor Barker · Joanna Rowsell | Hoa Kỳ (USA) · Sarah Hammer · Kelly Catlin · Chloe Dygert · Jennifer Valente                     | Canada (CAN) · Allison Beveridge · Jasmin Glaesser · Kirsti Lay · Georgia Simmerling · Laura Brown          |
| Nước rút cá nhân nam   | Jason Kenny · Anh Quốc                                                             | Callum Skinner · Anh Quốc                                                                        | Denis Dmitriev · Nga                                                                                        |
| Nước rút cá nhân nữ    | Kristina Vogel · Đức                                                               | Becky James · Anh Quốc                                                                           | Katy Marchant · Anh Quốc                                                                                    |
| Nước rút đồng đội nam  | Anh Quốc (GBR) OR · Philip Hindes · Jason Kenny · Callum Skinner ·                 | New Zealand (NZL) · Eddie Dawkins · Ethan Mitchell · Sam Webster ·                               | Pháp (FRA) · Grégory Baugé · Michaël D'Almeida · François Pervis ·                                          |
| Nước rút đồng đội nữ   | Trung Quốc (CHN) · Cung Tân Khiết · Tống Thiên Thi                                 | Nga (RUS) · Daria Shmeleva · Anastasia Voynova                                                   | Đức (GER) · Miriam Welte · Kristina Vogel                                                                   |

### Xe đạp leo núi
| Nội dung      | Vàng                       | Bạc                             | Đồng                        |
| ------------- | -------------------------- | ------------------------------- | --------------------------- |
| Băng đồng nam | Nino Schurter · Thụy Sĩ    | Jaroslav Kulhavý · Cộng hòa Séc | Carlos Coloma · Tây Ban Nha |
| Băng đồng nữ  | Jenny Rissveds · Thụy Điển | Maja Włoszczowska · Ba Lan      | Catherine Pendrel · Canada  |

### BMX
| Nội dung | Vàng                     | Bạc                       | Đồng                          |
| -------- | ------------------------ | ------------------------- | ----------------------------- |
| Nam      | Connor Fields · Hoa Kỳ   | Jelle van Gorkom · Hà Lan | Carlos Ramírez · Colombia     |
| Nữ       | Mariana Pajón · Colombia | Alise Post · Hoa Kỳ       | Stefany Hernandez · Venezuela |